# Joaquín María Belda Ibáñez

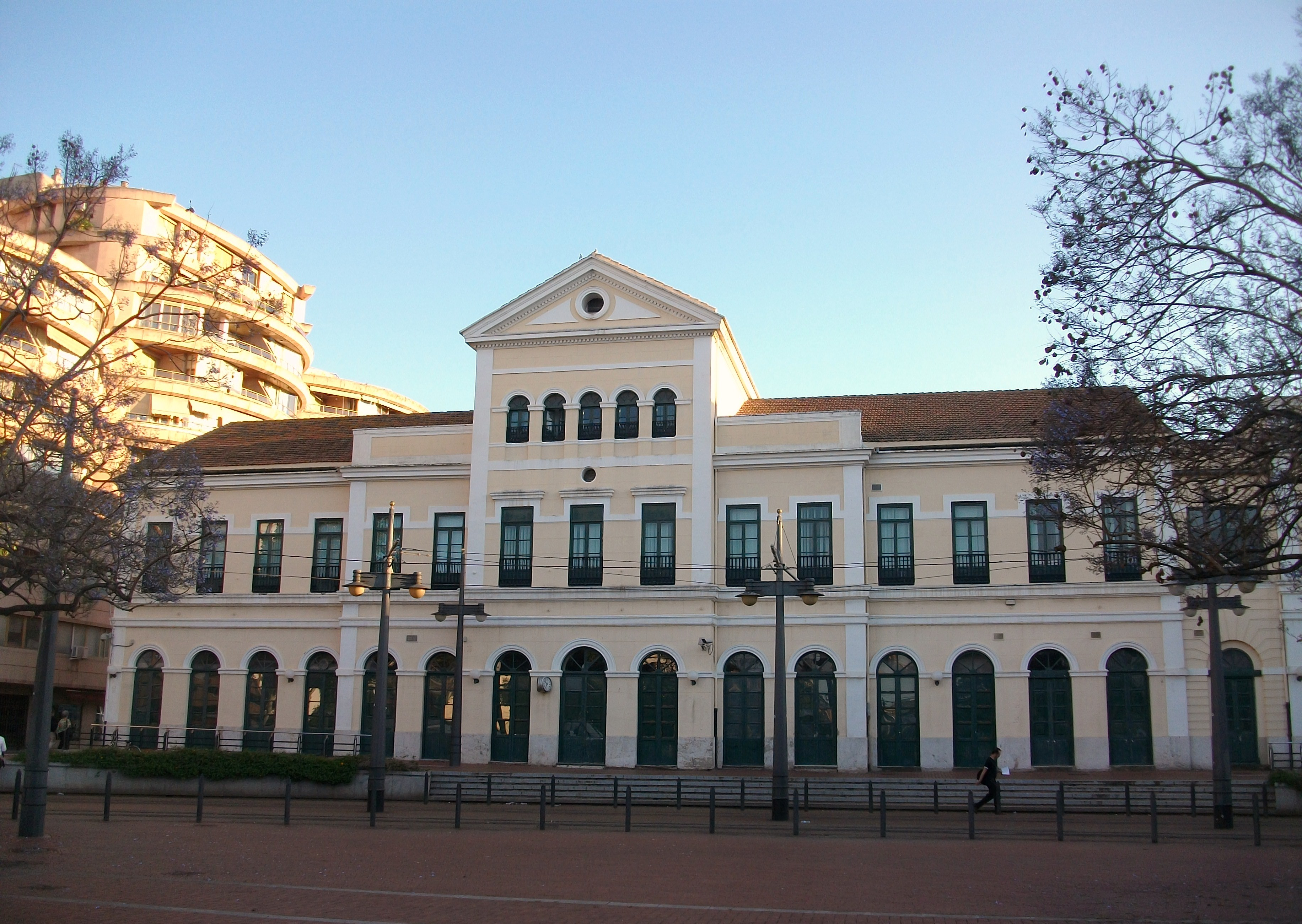
L'estació de Santa Mònica o del Pont de Fusta obra de Joaquín del 1892.

Joaquín María Belda Ibáñez (València, 19 d'abril de 1839 - 21 de febrer de 1912) va ser un arquitecte valencià. Influenciat pel corrent historicista i romàntic propi de finals del segle xix, va desenvolupar gran part de la seua vida professional a València. Va ser format en les Acadèmies de Sant Carles (1856) i Sant Ferran va obtenir el títol en la de Madrid l'any 1869. Va exercir com a catedràtic a l'Escola d'Enginyers Agrònoms de València, sent en 1872 nomenat Arquitecte Provincial de la ciutat. Al final dels seus dies va exercir com a president de Reial Acadèmia de Sant Carles.

## Carrera
Pertanyent a una família d'arquitectes. Una de les seues primeres obres és la Casa de Beneficència (1876). Va realitzar obres de restauració en el Teatre Principal de València en 1877. L'obra per la qual és més conegut és la Presó Model de València (1887-1903).